# Cerro Chato (Paysandú)
Cerro Chato ist eine Ortschaft in Uruguay.

## Geographie
Sie befindet sich auf dem Gebiet des Departamento Paysandú in dessen Sektor 11 am linksseitigen Ufer des Arroyo Guaviyú eingebettet zwischen dessen Nebenflüssen Ledesma und del Sauce. Südöstlich Cerro Chatos liegen eine namensgleiche topographische Erhebung sowie der Ort Gallinal. In einigen Kilometern Entfernung südwestlicher Richtung sind Quebracho und Queguayar, im Nordwesten Bella Vista und Chapicuy die nächsten Ansiedlungen.

## Einwohner
Für Cerro Chato wurden bei der Volkszählung im Jahr 2004 360 Einwohner registriert.
| Jahr | Einwohner |
| ---- | --------- |
| 1963 | 464       |
| 1975 | 406       |
| 1985 | 296       |
| 1996 | 272       |
| 2004 | 360       |

Quelle: Instituto Nacional de Estadística de Uruguay

## Söhne und Töchter Cerro Chatos
- Luis Almagro (* 1963), Außenminister Uruguays